# 苏布拉马尼扬·钱德拉塞卡
蘇布拉馬尼安·錢德拉塞卡，FRS（1910年10月19日—1995年8月21日），印度裔美國籍物理學家和天體物理學家，又譯作錢卓斯卡或錢卓西卡。1983年，他因在星體結構和進化的研究而获得諾貝爾物理學獎。錢德拉塞卡從1937年開始在芝加哥大學长期任職，1953年成為美國公民。他興趣廣泛，年輕時曾學習過德語，並讀遍自莎士比亞到托馬斯·哈代時代的各種文學作品。
他的叔叔錢德拉塞卡拉·拉曼也是諾貝爾物理学奖得主。不过他不太喜欢这个叔叔。

## 生平

### 早年
錢德拉塞卡於1910年出生在英屬印度旁遮普地區拉合爾（現在的巴基斯坦），在家中排行第3，父親為印度會計暨審計部門的高階官員。
錢德拉塞卡的父親也是一位技術嫻熟的卡納蒂克音樂（Carnatic music）演奏者與一些音樂學著作的作者。他的母親則是一位知識份子，並曾將亨利克·易卜生的劇作《玩偶之家》翻譯成泰米爾語。
錢德拉塞卡起初在家中學習，後來則進入清奈的高中就讀（1922年至1925年間）。他在1925年至1930年進入了清奈的清奈院長學院（Presidency College, Chennai），並獲得學士學位。錢德拉塞卡在1930年7月獲得印度政府的獎學金，於是前往英國劍橋大學深造。他後來進入劍橋三一學院就讀，並成為拉爾夫·福勒的學生。在保羅·狄拉克的建議下，錢德拉塞卡花費一年的時間在哥本哈根進行研究，並且認識了尼爾斯·波耳。

### 与爱丁顿的纠葛
錢德拉塞卡在1933年夏天獲得劍橋大學的博士學位，並且在當年10月成為三一學院的研究員（1933年－1937年），他在這段時期認識了天文學家亞瑟·愛丁頓與愛德華·亞瑟·米爾恩。
钱德拉塞卡论述白矮星的论文遭到爱丁顿的强烈抵制。由于爱丁顿的权威和偏执，愿意为年轻的钱德拉塞卡声辩的天文学家很少。虽然有几个知名物理学家私底下认可他，但在天文学家们的圈子里他还是难以翻身。这篇论文后来被证明是逻辑正确的，并成为他半个世纪后获得诺贝尔奖的主要缘由。这场持续多年的争论以钱德拉塞卡主动放弃为结局，也是钱德拉塞卡的人生转折点。钱德拉塞卡曾表示自己早年攻读物理的原因之一是为了扬名立万，爱丁顿的强烈反对冲淡了他对获取科学名誉和头衔的功利之心。
钱德拉塞卡后来的研究工作涉及到了天体物理的方方面面，但在每个研究方向的研究时间都没有再超过十年，避免自己成为权威而误导年轻人，而且专门避开了研究的热点，以免卷入激烈的学术纷争。钱德拉塞卡后来也不愿提起再当年的委屈。40年后，他回忆说：“我感到天文学家无一例外地都认为我错了。他们把我看成一心想杀害爱丁顿的堂吉诃德。你可以想象，当我发现自己在同天文学的巨人争论，而且我的工作完全不被天文学界相信——那对我来说是多么沮丧的经历啊。 ...我应该在我的余生继续奋斗吗？毕竟那时我才二十四五岁，我想自己还可以做30到40年的科学工作。我根本没有想过拿重复别人做过的事来当科学创造。对我来说，更好的是改变我的兴趣，进入别的什么领域。”
不过在同时代的苏联科学界，由于列夫·朗道的学术权威以及挑战西方观念的风气流行，有关致密星体的理论假设并未受到抵制。

### 后期學術生涯
1937年1月，錢德拉塞卡返回芝加哥大學，成為天文學家奧托·斯特魯維博士與羅伯·胡欽斯的助理教授。他後來都沒有離開過芝加哥大學，他曾經在威斯康辛州威斯康辛灣的葉凱士天文臺進行過一些研究，它隸屬於芝加哥大學。
1952年，錢德拉塞卡成為芝加哥大学天體物理學教授。在1952年至1971年，他擔任《天文物理期刊》的總編輯。錢德拉塞卡也是國際科學學會（International Academy of Sciences）的榮譽會員。
1983年，他因在星體結構和進化的研究而與另一位美國體物理學家威廉·福勒共同獲諾貝爾物理學獎。

### 晚年
1985年，他从芝加哥大学退休。從1990年至1995年之間，他曾研讀牛頓的《自然哲學的數學原理》，並在1995年出版了《牛顿<原理>大众导读》（Newton's Principia for the Common Reader）。
1995年，錢德拉塞卡因心臟衰竭去世於芝加哥。他一生中寫了約400篇論文。

## 研究工作
錢德拉塞卡最知名的成就是錢德拉塞卡極限的得出。这是可导致普通恒星塌縮成白矮星的临界点質量。现在科学家们知道如果质量继续超過這個界線，恆星將塌縮成中子星、黑洞（在成為超新星之後）。錢德拉塞卡極限是由錢德拉塞卡於1930年所計算出來的，當時他正從印度前往英國的劍橋。1950年，錢德拉塞卡的学生李政道将白矮星上限质量从5.6倍太阳质量降到现在公认的1.4倍太阳质量。
在第二次世界大戰期間，錢德拉塞卡在馬裏蘭州亞伯丁試驗場的彈道學研究實驗室工作，進行彈道學的研究，並完成一些報告，例如《平面冲击波的衰减》（On the Decay of Plane Shock Waves）與《爆炸波的常规反射》（The Normal Reflection of a Blast Wave）。
在1929年－1939年，錢德拉塞卡將研究目標集中在恆星結構，其中也包括白矮星的理論。後來在1939年－1943年間，他則繼續研究恆星動力學，錢德拉塞卡透過考慮銀河系內恆星的動態對重力場所造成的擾動影響而修正了過去由揚·奧爾特等人提出的恆星動力模型。針對這個複雜的力學問題，他提出了包含20條偏微分方程的解析解，其中包含了一個新的物理量，錢德拉塞卡稱之為動態摩擦，其主要的兩種作用在於降低個別恆星的速度與使恆星系統趨於穩定。錢德拉塞卡將此結果應用於星系中關於星際介質的研究，並發現星系中氣體與塵埃的分佈其實是非常不平均的。1943年－1950年間，錢德拉塞卡集中研究輻射傳輸。他後來在1950年開始研究磁流體穩定性與流體動力學，直到1961年才告一段落。從1971年開始，他對於黑洞的數學理論進行研究。在1980年代後期，他則以重力波碰撞為研究題材。
钱德拉塞卡善于进行繁难的数学公式推导，这可从他与恩里科·费米合作的几篇论文中得以体现。他们曾一起发表论文分析磁化星际间物质的磁流体扰动和不稳定性。

## 教育
钱德拉塞卡重视教学且不摆架子，能和学生打成一片，也乐于与学生一起讨论问题，受到学生们和同事们的爱戴。同事们都直接叫他“钱德拉”。他经常鼓励学生不要害怕复杂的计算，做研究要有毅力和恒心。
他在忙于教学和科研之余，还抽空把期刊《天文物理期刊》从一份校刊建设成了世界顶级期刊。他的学生卡尔·萨根还以知名科普作家的身份而为大众熟知。

## 个人生活
1936年，S·錢德拉塞卡在印度與拉丽莎（Lalitha Doraiswamy）結婚。拉丽莎与S·钱德拉塞卡是在马达拉斯总督学院读书时认识的，她那时在S·钱德拉塞卡的叔叔錢德拉塞卡拉·拉曼的实验室工作。
除亚瑟·爱丁顿和偶像拉马努金以外，对S·钱德拉塞卡的人生轨迹影响最大的人就是他的叔叔拉曼。钱德拉塞卡从小在叔叔获得诺贝尔奖的光环阴影下长大，他的人生一直在努力超越叔叔。她的母亲在家族中受到拉曼一方的轻视，所以她希望自己儿子的名望超越拉曼。后来爱丁顿对他的打击使他放弃追逐名利的想法，成为一个真诚、纯粹的科学家。
錢德拉塞卡是有名的衣着讲究、举止优雅、有绅士风度的物理学家。

### 逸闻
- 爱丁顿自负地回答记者广义相对论有几人懂的典故出自钱德拉塞卡写的爱丁顿传记。[10]

## 著作
- Chandrasekhar, Subrahmanyan.  [恒星结构研究导论]. New York: Dover（英语：Dover Publications）. 1958 [1939]. ISBN 0486604136 （英语）.
- Chandrasekhar, Subrahmanyan.  [恒星动力学原理]. New York: Dover. 2005 [1942]. ISBN 048644273X （英语）.
- Chandrasekhar, Subrahmanyan.  [辐射转移]. New York: Dover. 1960 [1950]. ISBN 0486605906 （英语）.
- Chandrasekhar, Subrahmanyan.  [等离子体物理学]. Chicago: The University of Chicago Press. 1975 [1960]. ISBN 0226100847 （英语）.
- Chandrasekhar, Subrahmanyan.  [流体动力学与磁流体力学稳定性]. New York: Dover. 1981 [1961]. ISBN 048664071X （英语）.
- Chandrasekhar, Subrahmanyan.  [平衡体系的椭圆图样]. New York: Dover. 1987 [1969]. ISBN 0486652580 （英语）.
- Chandrasekhar, Subrahmanyan.  [黑洞的数学理论]. New York: Oxford University Press. 1998 [1983]. ISBN 0198503709 （英语）.
- Chandrasekhar, Subrahmanyan.  [真理与美丽：科学中的审美学与动机]. Chicago: The University of Chicago Press. 1990 [1987]. ISBN 0226100871 （英语）.
  - 汉译版1：苏布拉马尼安·钱德拉塞卡.  [真与美：科学研究中的美学和动机]. 朱志方 (汉译者); 黄本笑 (汉译者). 中国北京: 科学出版社. 1992 [1987]. ISBN 9787030029294 （中文（中国大陆））.
  - 汉译版2：苏布拉马尼安·钱德拉塞卡.  [莎士比亚、牛顿和贝多芬：不同的创造模式]. 第一推动丛书. 杨建邺 (汉译者); 王晓明 (汉译者). 中国湖南长沙: 湖南科学技术出版社. 1996 [1987]. ISBN 9787535718549 （中文（中国大陆））.
- Chandrasekhar, Subrahmanyan.  [牛顿<原理>大众导读]. Oxford: Clarendon Press. 1995. ISBN 0198517440 （英语）.
- Chandrasekhar, Subrahmanyan.  [液晶体]. Cambridge University Press. 1992 [1977]. ISBN 9780521427418 （英语）.
- Chandrasekhar, Subrahmanyan.  [爱丁顿：他那个时代最杰出的天文学家]. Cambridge University Press. 2009 [1983]. ISBN 9780521122429 （英语）.

## 评价
在钱德拉塞卡生活的年代，印度还是一个比较保守传统的国家。长期远离祖国在印度会被视为一种背叛行为。他同样获得诺贝尔奖的叔叔钱德拉塞卡拉·拉曼成名前都没有长期出国。他出生的家庭很好，荣誉感很强，能决定出国留学，付出了很大的勇气，后来也再没回到家乡印度。作为亚洲人，他在当时的西方也有遭受种族歧视。他非常努力，30多岁就当上了英國皇家學會院士，成为著名教授之后也一直以比较卖力的态度工作。他的名字常见于各种介绍恒星的天文科普著作中。芝加哥大学教授尤金·派克在《今日物理学》杂志1995年11月号（48卷）上发表的讣告中称：“钱德拉的去世标志着这样一个时代的结束：物理学家首次达到向内探究原子和基本粒子、向外探索恒星宇宙的水平。”（顺便一提，派克早年论述太阳风与预测太阳圈电流片的论文曾遭钱德拉塞卡的拒稿。）
- 基普·索恩：“我还有一个很好的朋友，印度裔天体物理学家钱德拉塞卡。钱德拉塞卡没有物理学的直觉，但是他的数学功底令人惊叹。使用基本的数学，他就获得了科学发现。但是他并不知道科学发现正在向自己靠近，他无法提前猜测到结果。他做出了重大的发现，获得了诺贝尔奖。他的头脑和兹威基的就完全相反。”[11]

## 传记
- Miller, Arthur I.  [星之帝国：追寻黑洞路上的友谊、沉迷与背离]. Boston: Houghton Mifflin. 2005. ISBN 061834151X （英语）.
- Srinivasan, G. (ed.).  [从白矮星到黑洞：钱德拉的遗产]. Chicago: The University of Chicago Press. 1997. ISBN 0226769968 （英语）.
- Wali, Kameshwar C.  [钱德拉：钱德拉塞卡传]. Chicago: The University of Chicago Press. 1991. ISBN 0226870545 （英语）.
- Wali, Kameshwar C. (ed.).  [钱德拉塞卡：传奇背后的人——追忆钱德拉]. London: Imperial College Press. 1997. ISBN 1860940382 （英语）.

## 纪念
為紀念錢德拉塞卡，1998年發射的X射線天文衛星在1999年時更名為錢德拉X射線天文台。
2017年10月19日，Google将其主页涂鸦换成纪念钱德拉塞卡的主题。

## 文化影响
- 美国电视剧《生活大爆炸》（The Big Bang Theory）第1季第8集《蚱蜢实验》("The Grasshopper Experiment")中有多句台词影射钱德拉塞卡的故事。

### 其他印度数理领域名家
- 薩特延德拉·納特·玻色 (粒子物理与统计物理学家)
- 梅格納德·薩哈 (天体物理学家)
- 阿马尔·库马尔·雷乔杜里（英语：Amal Kumar Raychaudhuri） (宇宙学家)
- 阿贝·阿希提卡 (圈量子引力物理学家)
- 乔治·苏达山（英语：E. C. George Sudarshan） (粒子物理学家)
- 阿寿克·森（英语：Ashoke Sen） (弦理论物理学家)
- 贾扬特·纳利卡 (天体物理学家)
- 曼久尔·巴尔加瓦 (数论学家)
- 哈里希-钱德拉 (群表示论与调和分析学家)
- 拉吉·瑞迪 (计算机学家)
- 霍米·贾汗季·巴巴 (核武器专家)

### 文内引用
1. 1 2 3  . 中国清华大学物理系. 2014年7月11日  [2019年1月31日]. （原始内容存档于2019年1月31日） （中文（中国大陆））.
2. 1 2 3 4 5 6  钮卫星. . 中国图书商报·阅读周刊. 2007年3月20日  [2019年1月31日]. （原始内容存档于2020年1月13日） （中文（中国大陆））.
3. ↑  . Stockholm, Sweden: Nobel Foundation. （原始内容存档于2007-08-18） （英语）.
4. 1 2 3 4 5  张聚; 华杰. . 光明网.   [2019年1月31日]. （原始内容存档于2019年1月31日） （中文（中国大陆））.
5. ↑  吴燕. . 中华读书报. 2007年3月7日: 13版  [2019年1月31日]. （原始内容存档于2020年1月13日） （中文（中国大陆））.
6. 1 2  张煌. . 2013年9月28日  [2019年1月31日]. （原始内容存档于2021年1月7日） （中文（中国大陆））. |journal=被忽略 (帮助)
7. ↑  见Thorne 1994，第143頁 (位于该书第4章“白矮星之谜”第3节“论战”)。
8. ↑  陈海鹏; 陆建隆. . 物理通报. 2010, (10): 88–91 （中文（中国大陆））.
9. 1 2  約翰·J·奧康納; 埃德蒙·F·羅伯遜, ,  （英语）
10. ↑  钮卫星. . 文景. 2006, (2)  [2019年1月31日]. （原始内容存档于2020年1月11日） （中文（中国大陆））.
11. ↑  . NASA中文网. 2018年11月  [2019年1月26日]. （原始内容存档于2019年1月26日） （中文（中国大陆））.
12. ↑  . cnBeta.COM. 2017年10月19日  [2019年1月26日]. （原始内容存档于2019年6月5日） （中文（中国大陆））.

### 补充来源
- 基普·S·索恩. 吴炜; 颜汩 , 编.  [黑洞与时空弯曲——爱因斯坦的幽灵]. 《第一推动丛书》第2辑. 李泳 (汉译者) 1. 中国湖南省长沙市展览馆路66号: 湖南科技出版社. 2000 [1994]. ISBN 7-5357-2695-X （中文（中国大陆））.

## 外部連結
- 苏布拉马尼扬·钱德拉塞卡 at Goodreads
- National Academy of Sciences biography （页面存档备份，存于）
- Harvard's site on Chandrasekhar（页面存档备份，存于）
- Subrahmanyan Chandrasekhar（页面存档备份，存于）
- Subrahmanyan Chandrasekhar
- Subramaniam Chandrashekhar
- Bruce Medal page（页面存档备份，存于）
- Awarding of Bruce Medal: PASP 64 (1952) 55 （页面存档备份，存于）
- Oral History interview transcript with Subrahmanyan Chandrasekhar 17 May 1977, American Institute of Physics, Niels Bohr Library and Archives（页面存档备份，存于）

### 讣告
- BAAS 28 (1996) 1448 （页面存档备份，存于）
- Obs 116 (1996) 121 （页面存档备份，存于） comment （页面存档备份，存于）
- PASP 109 (1997) 73 （页面存档备份，存于）
- QJRAS 37 (1996) 261 （页面存档备份，存于）